# دونالد دونز
دونالد دونز (بالإنجليزية: Donald Downs)‏ هو عالم سياسة أمريكي، ولد في 2 ديسمبر 1948.